# Жерар Жанвйон
Жерар Жанвйон (фр. Gérard Janvion, нар. 21 серпня 1953, Фор-де-Франс, Мартиніка, Франція) — французький футболіст, захисник. Основну частину кар'єри провів у клубах «Сент-Етьєн» та «Парі Сен-Жермен». Гравець збірної Франції, учасник чемпіонатів світу 1978 та 1982 років.

## Клубна кар'єра

### Молоді роки
Народився в столиці заморського департаменту Франції Фор-де-Франс, Мартиніка.
З 1970 року виступав в місцевих клубах.

### «Сент-Етьєн» (1972-1983)
Дебютував у «Сент-Етьєні» у сезоні — 1972/73. Провів у команді 11 сезонів.
4 рази ставав чемпіоном Франції, тричі вигравав Кубок Франції. Учасник фінального матчу Кубка чемпіонів 1976 року проти мюнхенської Баварії - 0:1.

### «Парі Сен-Жермен» (1983-1985)
Влітку 1983-го перейшов до «Парі Сен-Жермена». Провів у Парижі два сезони.
Після чого перейшов у друголіговий «Безьє», де у 1987 році завершив виступи у великому футболі.

### Клубна статистика. Чемпіонат та Кубок Франції. 1972-1987
| Сезон       | Клуб              | Ліга        | Чемпіонат  | Чемпіонат | Чемпіонат | Кубок Франції | Кубок Франції | Кубок Франції |
| ----------- | ----------------- | ----------- | ---------- | --------- | --------- | ------------- | ------------- | ------------- |
| Сезон       | Клуб              | Ліга        | Досягнення | Матчі     | Голи      | Досягнення    | Матчі         | Голи          |
| 1972-73     | «Сент-Етьєн»      | Д1          | 4          | 8         | 1         | —             | —             | —             |
| 1973-74     | «Сент-Етьєн»      | Д1          |            | 9         | 2         | володар       | 4             | 0             |
| 1974-75     | «Сент-Етьєн»      | Д1          |            | 22        | 1         | володар       | 6             | 1             |
| 1975-76     | «Сент-Етьєн»      | Д1          |            | 32        | 1         | —             | —             | —             |
| 1976-77     | «Сент-Етьєн»      | Д1          | 5          | 35        | 1         | володар       | 9             | 1             |
| 1977-78     | «Сент-Етьєн»      | Д1          | 7          | 27        | 0         | 1/16          | 3             | 0             |
| 1978-79     | «Сент-Етьєн»      | Д1          |            | 37        | 0         | 1/8           | 4             | 0             |
| 1979-80     | «Сент-Етьєн»      | Д1          |            | 34        | 1         | 1/4           | 6             | 0             |
| 1980-81     | «Сент-Етьєн»      | Д1          |            | 37        | 0         | фіналіст      | 9             | 1             |
| 1981-82     | «Сент-Етьєн»      | Д1          |            | 34        | 0         | фіналіст      | 7             | 0             |
| 1982-83     | «Сент-Етьєн»      | Д1          | 14         | 24        | 1         | 1/16          | 3             | 0             |
| 1983-84     | «Парі Сен-Жермен» | Д1          | 4          | 23        | 0         | 1/32          | 1             | 0             |
| 1984-85     | «Парі Сен-Жермен» | Д1          | 13         | 19        | 0         | фіналіст      | 2             | 0             |
| 1985-86     | «Безьє»           | Д2          | 8          | 28        | 1         | —             | —             | —             |
| 1986-87     | «Безьє»           | Д2          | 18         | 11        | 0         | 1/128         | 1             | 0             |
| ВСЬОГО      | «Сент-Етьєн»      | Д1          | 11 сезонів | 299       | 8         | 9 старти      | 51            | 3             |
| ВСЬОГО      | «Парі Сен-Жермен» | Д1          | 2 сезони   | 42        | 0         | 2 старти      | 3             | 0             |
| ВСЬОГО      | «Безьє»           | Д2          | 2 сезони   | 39        | 1         | 1 старт       | 1             | 0             |
| ВСЬОГО в Д1 | ВСЬОГО в Д1       | ВСЬОГО в Д1 | 13 сезонів | 341       | 8         | 11 стартів    | 54            | 3             |
| ВСЬОГО      | ВСЬОГО            | ВСЬОГО      | 15 сезонів | 380       | 9         | 12 стартів    | 55            | 3             |

## Єврокубки
Жерар Жанвйон провів 48 ігор у 10 сезонах клубних турнірів УЄФА. З них 8 у складі «Сент-Етьєна», зігравши 43 гри, відзначившись двома голами. Найкраще досягнення - фінал Кубка чемпіонів 1975-76, який відбувся 12 травня у Глазго на стадіоні Гемпден-Парк, де французи поступилися  мюнхенській «Баварії» — 0:1. 
Ще два євросезона провів у складі «Парі Сен-Жермена», зігравши 5 матчів.
Дебют припав на другий матч 1/8 фіналу Кубка чемпіонів 1974-75 проти «Хайдука» зі Спліту. Ця гра відбулася в Сент-Етьєні 6 листопада 1974 року і завершилася вольовою перемогою господарів 5:1 у доданий час. Жерар зіграв стартові 92 хвилини, отримав попередження і був замінений.
Перший гол у єврокубках забив у повторному матчі 1/4 фіналу цього ж розіграшу Кубка чемпіонів у ворота «Руху» з Хожува. «Сент-Етьєн» переміг на власному полі — 2:0.
Другий м'яч провів у розіграші Кубка УЄФА 1980-81 у ворота фінського «Куопіо Паллосаура». Це був перший матч 1/32 фіналу у якому французи розгромили господарів  — 7:0. Жанвйон забив останній - сьомий м'яч.
Останню гру провів у формі «Парі Сен-Жермена» 24 жовтня 1984 року проти угорського «Відеотона». Це була перша гра 1/16 фіналу Кубка УЄФА 1984-85. Парижани поступилися майбутньому фіналісту — 2:4. Жерар провів стартові 45 хвилин і був замінений.

### Статистика виступів у єврокубках
| Сезон             | Клуб              | Турнір          | Досягнення     | Матчі | Перемоги | Нічиї | Поразки | Голи |
| ----------------- | ----------------- | --------------- | -------------- | ----- | -------- | ----- | ------- | ---- |
| 1974–75           | «Сент-Етьєн»      | Кубок чемпіонів | Півфінал       | 4     | 2        | 1     | 1       | 1    |
| 1975-76           | «Сент-Етьєн»      | Кубок чемпіонів | фіналіст       | 9     | 6        | 1     | 2       | 0    |
| 1976-77           | «Сент-Етьєн»      | Кубок чемпіонів | 1/4 фіналу     | 6     | 3        | 2     | 1       | 0    |
| 1977-78           | «Сент-Етьєн»      | Кубок кубків    | 1/16 фіналу    | 2     | 0        | 1     | 1       | 0    |
| 1979-80           | «Сент-Етьєн»      | Кубок УЄФА      | 1/4 фіналу     | 8     | 3        | 1     | 4       | 0    |
| 1980-81           | «Сент-Етьєн»      | Кубок УЄФА      | 1/4 фіналу     | 8     | 5        | 1     | 2       | 1    |
| 1981-82           | «Сент-Етьєн»      | Кубок чемпіонів | Кваліф. раунд  | 2     | 0        | 1     | 1       | 0    |
| 1982-83           | «Сент-Етьєн»      | Кубок УЄФА      | 1/16 фіналу    | 4     | 1        | 2     | 1       | 0    |
| 1983-84           | «Парі Сен-Жермен» | Кубок кубків    | 1/8 фіналу     | 2     | 1        | 1     | 0       | 0    |
| 1984-85           | «Парі Сен-Жермен» | Кубок УЄФА      | 1/16 фіналу    | 3     | 1        | 1     | 1       | 0    |
| ВСЬОГО            | «Сент-Етьєн»      | 8 євросезонів   | 8 євросезонів  | 43    | 20       | 10    | 13      | 2    |
| ВСЬОГО            | «Парі Сен-Жермен» | 2 євросезони    | 2 євросезони   | 5     | 2        | 2     | 1       | 0    |
| ВСЬОГО за кар'єру | ВСЬОГО за кар'єру | 10 євросезонів  | 10 євросезонів | 48    | 22       | 12    | 14      | 2    |

### Статистика по турнірам
| Турнір          | Сезони | Матчі | Перемоги | Нічиї | Поразки | Голи |
| --------------- | ------ | ----- | -------- | ----- | ------- | ---- |
| Кубок чемпіонів | 4      | 21    | 11       | 5     | 5       | 1    |
| Кубок кубків    | 1      | 2     | 1        | 1     | 0       | 0    |
| Кубок УЄФА      | 4      | 23    | 10       | 5     | 8       | 1    |

## Титули та досягнення
- Чемпіон Франції: 1974, 1975, 1976, 1981
- Кубок Франції: 1974, 1975, 1977
- Фіналіст Кубка Франції: 1981, 1982, 1985
- Фіналіст Кубка чемпіонів 1976
- 4 місце на чемпіонаті світу: 1982
- учасник чемпіонатів світу: 1978, 1982